# Вишковский, Карел
Карел Вишковский (чеш. Karel Viškovský; 8 июля  1868, Сушице, Австро-Венгрия (теперь  Пльзеньский край Чешской Республики) — 20 ноября  1932, Прага) — чехословацкий политический, военный и государственный деятель, министр обороны Чехословакии (1929–1932), юрист, журналист, прозаик. Доктор права.

## Биография
Изучал право в Праге. Занимался юридической практикой в Пльзене.
Представитель партии Младочехов, позже Аграрной партии Чехословакии. Как один из немногих интеллектуалов, получивших юридическое образование, пользовался большим уважением среди аграриев. В конце Первой мировой войны выступил против продолжения экспорта продовольствия с чешских земель.
В 1911–1918 годах избирался депутатом парламента – Рейхсрата Австро-Венгрии.
В 1918–1920 годах был членом Революционного национального собрания Чехословакии. Член Национального собрания Чехословацкой Республики (1925–1932).
Занимал ряд других ответственных должностей. В июне 1919 года стал президентом Государственного земельного управления и занимал эту должность до 1926 года. В 1925–1926 годах работал министром юстиции, в 1929–1932 годах – министром национальной обороны Чехословакии и министром образования.